# Експлоатациони филм
Експлоатациони филм је филм који покушава да оствари финансијски успех користећи актуелне трендове, ниша жанрове или језиви садржај. Експлоатациони филмови су генерално ниског квалитета, такозвани "Б" филмови илити филмови "Б" продукције. Понекад привлаче критичку пажњу и људе који од таквих филмова најчешће праве култ. Неки од филмова, као што је Ноћ живих мртваца (1968) поставили су трендове и постали историјски важни.

## Историја
Експлоатациони филмови могу да садрже сугестиван и експлицитан секс, сензационално насиље, употребу дроге, крв, бизарност, уништење, побуну и хаос. Такви филмови су први пут виђени у свом модерном облику раних 1920-их, али су популаризовани 60-их и 70-их година, у годинама у којима је дошло до општег попуштања цензуре и биоскопских табуа у САД и Европи. Америчка филмска асоцијација је сарађивала са цензорским одборима и локалним организацијама у циљу очувања имиџа "чистог" Холивуда, али дистрибутери експлоатационих филмова раде изван овога и поздрављају контроверзу као облик бесплатне промоције. Њихови продуценти су користили сензационалне елементе да привуку публику изгубљену за телевизију. Од 1990-их, овај жанр је такође добио пажњу у академским круговима, где се понекад и назива и парасинема.
"Експлоатација" је лабаво дефинисан израз и има више везе са гледаочевом перцепцијом филма него са стварним садржајем. Забавни материјал и уметнички садржаји често коегзистирају, што показује чињеница да су уметнички филмови који нису прошли Хејсов кодекс често проказивани у истим објектима као и експлоатациони филмови. Деле неустрашивост признатих трансгресивних европских редитеља као што су Дерек Џарман, Луис Буњуел и Жан-Лик Годар у руковању "неугледним" садржајем. Многи филмови који су признати као класици садрже нивое секса, насиља, и шока који се обично повезује са филмовима о експлоатацији: примери су "Паклена поморанџа" Стенлија Кубрика, "Наказе" Тода Браунинга и "Одбојност" Романа Поланског. Буњуелов "Андалузијски пас" садржи елементе модерног сплатер филма. Сматра се да публика уметничког и експлоатационог филма има укусе који одбијају мејнстрим холивудске понуде.
Експлоатациони филмови су често искоришћавали догађаје у вестима у краткорочној јавној свести, које велики филмски студио може да избегне због времена потребног за производњу великог филма. "Деца невеста (1938)", на пример, бавила се питањем да старији мушкарци венчавају младе девојке у Озарцима. Други проблеми, као што је употреба дроге у филмовима попут "Reefer Madness (1936)", привукли су публику коју би велики филмски студији обично избегавали како би задржали своју респектабилну, мејнстрим репутацију. Међутим, са довољно подстицаја, велики студији би се могли укључити, као што је Вернер Брос то урадио у свом анти-лсд, анти-контракултурном филму "Велика коцка" из 1969. године. Филм "Сексуално лудило" из 1938. године приказао је опасности од венеричних болести од предбрачног секса. "Мама и тата", филм из 1945. о трудноћи и порођају, промовисан је у језивим терминима. "Требала је рећи не!" (1949) комбиновао је теме употребе дрога и промискуитетног секса. У раним данима филма, када су се филмови о експлоатацији ослањали на такве сензационалне теме, морали су да их представе са веома контроверзног моралног становишта да би се избегла цензура, пошто се тада сматрало да филмове не уживају заштиту Првог амандмана.
Снимљено је неколико ратних филмова о Зимском рату у Финској, Корејском рату и Вијетнамском рату пре него што су главни студији показали интересовање. Када је радијска драма "Рат светова" Орсона Велса из Меркјури театра у етер за Ноћ вештица 1938. године шокирала многе Американце и објавила вести, Универсал Пикчрс је уредио своју серију "Путовање на марс Флеша Гордона" у кратки филм под називом "Мар напада свет" објављен у новембру те године.
Неки нискобуџетни Б филмови из серије Poverty Row често користе велике студијске пројекте. Њихов брзи продукцијски распоред омогућава им да искористе предност публицитета везаних за главне студијске филмове. На пример, Едвард Л. Алперсон је продуцирао филм Вилијама Камеруна Мензиса "Инвадерс фром Марс", да би победио у биоскопима продукцију Парамоунт Пикчр-а, филм "Рат светова" редитеља Џорџа Пала, а Палов "Времеплов" је у биоскопима победио Едгар Г. Улмеров филм " Beyond the Time Barrier". Као резултат тога, многи велики студији, продуценти и звезде чувају своје пројекте у тајности.

## Грајндхаусови и драјвинови
Грајндхаус је амерички термин за позориште које је углавним приказивало филмове о експлоатацији. Ова позоришта су била популарна током 1960-их и 1970-их и раних 1980-их у Њујорку и другим урбаним центрима, углавном у Северној Америци, али је средином 1980-их почела да опада популарност због појаве кућних биоскопа.
Како је популарност за драјв-ин почела да опада 1960-их и 1970-их, власници позоришта почели су да траже начине да доведу посетиоце. Једино решење је било да се резервишу филмови о експлоатацији. Неки продуценти од 1950-их до 1980-их су правили филмове директно за драјв-ин тржиште, а робни производ потребан за недељну промену довео је до још једне теорије о пореклу речи: да ће продуценти "измрвити" филмове. Многи од њих су били насилни акциони филмови које су неки називали „драјвин” филмовима.

## Поджанрови
Експлоатациони филмови могу усвојити тему и стилове редовних филмских жанрова, а посебно хорор и документарних филмова, а на њихове теме понекад утиче други такозвани експлоататорски медији, као што су палп магазини. Често замагљују разлике између жанрова тако што садрже елементе два или више жанрова истовремено. Њихови поджанрови се могу идентификовати по карактеристикама које користе. На пример, "Let Me Die A Woman Doris" Дорис Вишман садржи елементе и шок документарца и сексполатације.

### Филмови упозорења из 1930-их и 1940-их
Иако су садржали језиву тему, експлоатациони филмови из 1930-их и 1940-их избегли су строгу цензуру и испитивање тог доба тврдећи да су едукативни. То су углавном биле приче упозорења о наводним опасностима предбрачних сексуалних односа и употребе рекреативних дрога. Примери укључују Марихуана: Ђавоље семе (1936), Лудило траве (1936), Секс лудило (1938), Child Bride (1938), Мама и Тата (1945) и Она треба да каже Не! (1949). Експлоатациони филм о хомосексуалности, Деца усамљености (1937), сматра се изгубљеним.

### Бајкерски филм
Године 1953. "Дивљак", са Марлоном Брандом у главној улози, био је први филм о мотоциклистичкој банди. Низ нискобуџетних филмова са малолетној деликвентности, врелим путевима и мотоциклима уследио је 1950-их. Иако није баш био филм о експлоатацији бајкера, експериментални кратки филм Кенета Ангера "Scorpio Rising" (1963) је садржао сцене из филма "Дивљак" и приказао бајкерску субкултуру у јединственом и трансгресивном стилу супротстављајући је окултизму, поп музици, хомосексуалности, хришћанству и нацизму. Успех филма " Дивљи анђели " компаније American international pictures из 1966. године покренуо је снажнији тренд који се наставио до раних 1970-их. Остали бајкерски филмови укључују Motorpsycho (1965), Hells Angels on Wheels (1967), The Born Losers (1967), Angels from Hell (1968), Еаси Ридер (1969), Satan's Sadists (1969), Naked Angels (1969), The Sidehackers (1969), Nam Angels (1970) и C.C. and Company (1970). Stone (1974) , Побеснели Макс (1979) и 1%(2017) комбинују елементе овог поджанра са Озплоaтацијом.

### Blaxploitation
Филмови о црначкој експлоатацији, снимају се са црним глумцима, наводно за црну публику, често у стереотипно црначком, америчком, урбаном миљеу. Истакнута тема била је да црни Американци савладавају непријатељски ауторитет („ Човек “) лукавством и насиљем. Први примери овог поџанра били су песма Баадассссс Свеет Свеетбацка Схафта и Мелвина Ван Пееблеса. Други су Црни Цезар, Лутка црног ђавола, Блацула, Црни шампон, Босс црњак, Кафи, Кунску кожа, Памук долази у Харлем, Долемите, Фоки Бровн, Хелл Уп ин Харлем, Тхе Мацк, Дисцо Годфатхер, Мандинго, Тхе Споок Вхо Сет би тхе Доор, Сугар Хилл, Супер Фли, ТНТ Јацксон, Тхе Тхинг витх Тво Хеадс, Труцк Турнер, Виллие Динамите и Цлеопатра Јонес .
Модерни омажи овог жанра укључују Јацкие Бровн, Поотие Танг, Ундерцовер Бротхер, Блацк Динамите, Проуд Мари и БлацКкКлансман . Филм о Бонду из 1973. Живи и пусти да умри користи теме блакплоитације.